# Calamina
La calamina o scaglia di laminazione o ossido nero è uno strato di ossido che si forma sulla superficie dei prodotti siderurgici durante le lavorazioni a caldo.

## Composizione
Questo strato è costituito principalmente da:
- ossido ferroso (FeO) nella parte più vicina al metallo;
- magnetite (Fe3O4) nello strato intermedio;
- ematite (Fe2O3) nello strato esterno.

## Caratteristiche
Se si conservasse intatta e aderisse saldamente all'acciaio, la calamina svolgerebbe un'azione protettiva dello stesso ma, sia a causa dell'azione degli agenti atmosferici durante il trasporto e l'immagazzinamento, sia per l'inevitabile rottura della scaglia stessa durante le operazioni di officina, questa raramente rimane intatta. In tal caso l'umidità penetra nelle fenditure e reagisce con lo strato di ossido ferroso più vicino alla superficie dell'acciaio formando idrossidi ferrosi e ferrici che per l'aumento di volume procurano il distacco della calamina. Pertanto non è conveniente effettuare la verniciatura di protezione anticorrosiva del laminato direttamente sopra la calamina, che deve essere rimossa prima dell'applicazione della protezione.

## Metodi di rimozione
Tra i metodi per la rimozione della calamina e per la preparazione delle superfici di acciaio ci sono la sabbiatura e il decapaggio. Per rimuovere la calamina in zone piccole, ad esempio prima di una saldatura, si possono usare la molatura e la spazzolatura.